# Sétrachos
Sétrachos är ett periodiskt vattendrag i Cypern.   Det ligger i distriktet Eparchía Lefkosías, i den centrala delen av landet, 50 km väster om huvudstaden Nicosia. Sétrachos ligger på ön Cypern.